# Уляновск
Уляновск (на руски: Ульяновск) е град в Русия, административен център на Уляновска област. Наречен е на Владимир Илич Улянов (Ленин), а до 1924 е известен като Симбирск. Разположен е на река Волга. Населението му през 2016 година е 621 514 души.

## История
Основан е през 1648 г. с указ на цар Алексей Михайлович от болярина Богдан Матвеевич Хитрово като крепост Синбирск (по-късно – Симбирск), за защита на източните граници на Московската държава от набезите на номадските племена.
През есента на 1670 г. Симбирск е обсаден от армията на Степан Разин. Разин не е в състояние успешно да завърши обсадата. На 4 октомври той е ранен в битка, другарите му го пренасят до реката, натоварват го на лодка и отплава по Волга. През 1672 г. за успешната отбрана от Степан Разин, на Симбирск е даден първият му герб.
През 1774 г. в Симбирск е пленен Емелян Пугачов и е разпитван от 2 до 6 октомври, като за разпита пристига специално Александър Суворов.
През 1780 г. Симбирск се превръща в столица на новосъздадената губерния от 13 окръга. През 1796 г. Симбирск е провинциална столица. Той се превръща от укрепен град в провинциален град с развита инфраструктура (театри, болници, гимназии). Най-добрата и най-богата част от него се намира на центъра, където има съвети, провинциални административни агенции, образователни институции, частни резиденции, занаятчийски магазини, обществени градини и булеварди, близо до оживения търговски район в централната част. В покрайнините на града живеят предимно бедни. Основният поминък на жителите на града са търговията, селското стопанство и рибарството.

## Население
| 1780    | 1811    | 1830    | 1840    | 1850    | 1863    | 1876    | 1897    |
| ------- | ------- | ------- | ------- | ------- | ------- | ------- | ------- |
| 10 500  | 13 300  | 15 000  | 17 700  | 21 000  | 24 900  | 32 000  | 41 700  |
| 1900    | 1913    | 1917    | 1923    | 1926    | 1931    | 1939    | 1956    |
| 44 000  | 54 700  | 63 700  | 68 700  | 66 000  | 68 900  | 103 800 | 183 000 |
| 1959    | 1962    | 1967    | 1973    | 1976    | 1979    | 1982    | 1986    |
| 205 942 | 239 000 | 294 000 | 395 000 | 429 000 | 463 964 | 497 000 | 557 000 |
| 1989    | 1991    | 1993    | 1996    | 1999    | 2001    | 2003    | 2005    |
| 625 155 | 648 000 | 661 000 | 679 000 | 671 700 | 662 100 | 635 900 | 623 100 |
| 2007    | 2009    | 2011    | 2012    | 2013    | 2014    | 2015    | 2016    |
| 611 700 | 603 782 | 614 356 | 614 444 | 615 306 | 616 672 | 619 492 | 621 514 |

### Етнически състав
Населението на Уляновск е представено от: 77,65% руснаци, 10,64% татари, 7,02% чуваши, 1,30% мордовци, 1,02% украинци и други.

## Климат
Климатът е умереноконтинентален. Средната годишна температура е 4,9 °C, а средната влажност на въздуха е 74%.
| Климатични данни за Уляновск          | Климатични данни за Уляновск | Климатични данни за Уляновск | Климатични данни за Уляновск | Климатични данни за Уляновск | Климатични данни за Уляновск | Климатични данни за Уляновск | Климатични данни за Уляновск | Климатични данни за Уляновск | Климатични данни за Уляновск | Климатични данни за Уляновск | Климатични данни за Уляновск | Климатични данни за Уляновск | Климатични данни за Уляновск |
| Месеци                                | яну.                         | фев.                         | март                         | апр.                         | май                          | юни                          | юли                          | авг.                         | сеп.                         | окт.                         | ное.                         | дек.                         | Годишно                      |
| Абсолютни максимални температури (°C) | 5,6                          | 5,6                          | 16,5                         | 30,0                         | 36,2                         | 37,5                         | 38,9                         | 39,3                         | 33,9                         | 26,0                         | 14,3                         | 7,8                          | 39,3                         |
| Средни максимални температури (°C)    | −6,4                         | −6,3                         | 0,6                          | 12,0                         | 20,2                         | 24,5                         | 26,2                         | 24,3                         | 18,1                         | 9,6                          | 0,4                          | −5,3                         | 9,8                          |
| Средни температури (°C)               | −9,8                         | −10,4                        | −3,9                         | 6,1                          | 13,6                         | 18,3                         | 20,2                         | 18,0                         | 12,4                         | 5,3                          | −2,4                         | −8,4                         | 4,9                          |
| Средни минимални температури (°C)     | −13,1                        | −14,1                        | −7,9                         | 1,1                          | 7,4                          | 12,4                         | 14,5                         | 12,5                         | 7,7                          | 1,9                          | −4,9                         | −11,4                        | 0,5                          |
| Абсолютни минимални температури (°C)  | −38                          | −40                          | −32,8                        | −20                          | −6,5                         | −2,2                         | 3,8                          | −1                           | −4,9                         | −18,9                        | −29,2                        | −38                          | −40                          |
| Средни месечни валежи (mm)            | 31                           | 24                           | 24                           | 30                           | 39                           | 63                           | 60                           | 48                           | 49                           | 41                           | 32                           | 30                           | 471                          |
| ------------------------------------- | ---------------------------- | ---------------------------- | ---------------------------- | ---------------------------- | ---------------------------- | ---------------------------- | ---------------------------- | ---------------------------- | ---------------------------- | ---------------------------- | ---------------------------- | ---------------------------- | ---------------------------- |
| Източник: Погода и Климат             |                              |                              |                              |                              |                              |                              |                              |                              |                              |                              |                              |                              |                              |

## Икономика
Основните отрасли в уляновската икономика са машиностроенето, металургията, електроенергетиката и производството на електрооборудване. Заводът УАЗ (Уляновски автомобилен завод) произвежда автомобили, а Авиастар-СП произвежда самолети. Развита е хранително-вкусовата промишленост и производството на строителни материали.

### Транспорт
Градът е важен железопътен възел. Разполага с две летища, едното от които е международно. Има речно пристанище. Градският транспорт е представен от 14 трамвайни, 11 тролейбусни и 13 автобусни линии. Покрай Уляновск минават няколко първокласни автомобилни пътя.

## Образование
В Уляновск функционират следните висши учебни заведения:
- Уляновски държавен университет
- Уляновски държавен технически университет
- Уляновски държавен педагогически университет
- Уляновска държавна селскостопанска академия
- Уляновски институт по гражданска авиация

Има много колежи и филиали на вузове от други градове.

## Известни личности
Родени в Уляновск
- Иван Гончаров (1812 – 1891) – писател
- Николай Карамзин – историк и писател
- Александър Керенски – политик
- Владимир Ленин – комунистически революционер и ръководител на СССР
- Павел Яшеница – полски историк, писател, журналист и офицер от Армия Крайова

## Побратимени градове
Уляновск е побратимен със следните градове:
- Крефелд, Германия
- Мейкон, Джорджия, САЩ
- Оклахома Сити, Оклахома, САЩ
- Феодосия, Украйна